# Pont-lès-Bonfays
Pont-lès-Bonfays é uma comuna francesa na região administrativa do Grande Leste, no departamento de Vosges. Estende-se por uma área de 4.47 km². Em 2010 a comuna tinha 111 habitantes (densidade: 24,8 hab./km²).